# Marc Vilrouge
Marc Vilrouge, né Jean-Marc Trouillet le 9 mai 1971 à Enghien-les-Bains et mort le 15 janvier 2007  à Paris, est un romancier français.

## Œuvres
- L’Herbe de Saturne, Balland, 2000 ,  (ISBN 978-2-7158-1255-0).
- Sacrés Animaux !, Seuil Jeunesse, 2001 ,  (ISBN 978-2-02-034075-5).
- Air conditionné, Le Seuil, 2002 ,  (ISBN 978-2-02-053868-8).
- Reproduction non autorisée, éditions Le Dilettante, 2004 ,  (ISBN 2-02-067710-5).
- La Peau fantôme, éditions Le Dilettante, 2005 ,  (ISBN 978-2842631147).
- Le Livre impossible, éditions Le Dilettante, 2007 ,  (ISBN 978-2-84263-131-4).